# Roni (futebolista)
Ronei Gleison Rodrigues dos Reis, mais conhecido como Roni (São José dos Campos, 26 de janeiro de 1991), é um futebolista brasileiro que atua como meia-atacante. Atualmente está sem clube.

## Carreira

### Mogi Mirim
Roni estreou como profissional pelo Mogi Mirim no Campeonato Paulista de 2012. Naquele ano o Sapão conquistou o Campeonato Paulista do Interior 2012 e o acesso para o Campeonato Brasileiro da Série C. Roni foi muito importante no acesso daquele ano. Mas se destacou mesmo pelo Sapão no Campeonato Paulista de 2013. Nesta edição do torneio estadual, destacou-se na campanha que levou o time de Mogi Mirim ao quarto lugar na classificação final do Campeonato Paulista, sagrando-se artilheiro da equipe, um dos jogadores mais importantes para o time e foi premiado pela FPF como o craque do interior.

### São Paulo
Após as eliminações do São Paulo no Campeonato Paulista e na Copa Libertadores, ocorridas na mesma semana, o presidente do clube, Juvenal Juvêncio em decisão conjunta com o treinador Ney Franco e com o diretor de futebol Adalberto Baptista, afastou sete atletas do elenco e anunciou que o clube contrataria mais jogadores, a fim de  montar um time competitivo para a disputa de torneios internacionais no segundo semestre e principalmente do Campeonato Brasileiro. Duas dessas contratações foram a de Roni e a de seu companheiro de Mogi Mirim, Mateus Caramelo. Apesar de ter sido pretendido por outros clubes (dentre eles o Palmeiras e Santos, rivais do São Paulo), fechou com o clube do Morumbi. Na estreia pelo São Paulo, Roni marcou um gol na vitória do Tricolor sobre o Londrina em um amistoso.
No São Paulo, sem poder contar com Jádson, que estava concentrado com a Seleção Brasileira que disputaria a Copa das Confederações e com Ganso, machucado, o técnico Ney Franco acabou escalando Roni como titular na segunda rodada do Campeonato Brasileiro de 2013, quando o Soberano enfrentou o Vasco.

### Goias
Sem espaço no São Paulo, acabou sendo emprestado ao Goiás até o fim da temporada. Roni marcou seu primeiro gol a camisa do Goiás na partida contra o Internacional de Porto Alegre, jogo que acabou empatado por 2x2, no Rio Grande do Sul, válido pelo Brasileirão de 2013. Roni marcou seu segundo gol com a camisa esmeraldina no jogo de ida das quartas-de-final da Copa do Brasil contra o Vasco da Gama, onde o seu clube saiu vitorioso, graças ao seu gol.

### Coritiba
Foi emprestado novamente, desta vez, para o Coritiba.

### Ponte Preta
Após ficar sem espaço, foi emprestado para a Ponte Preta.

### Jaguares
Em julho de 2015 é emprestado ao Jaguares de Chiapas do México.

### Ceará
Em 12 de janeiro de 2016 é emprestado ao Ceará.

### Adanaspor
No dia 29 de junho de 2016, foi anunciado que Roni havia deixado o Ceará sem espaço, e acertado com um clube da Turquia, o Adanaspor.

### Belenenses
Em julho de 2017, Roni foi novamente emprestado, desta vez, para o Belenenses.

## Estatísticas
Até 11 de junho de 2016.
| Clube             | Temporada         | Campeonato Nacional | Campeonato Nacional | Copa Nacional | Copa Nacional | Competição Internacional¹ | Competição Internacional¹ | Campeonato Estadual | Campeonato Estadual | Outros Torneios² | Outros Torneios² | Total | Total |
| Clube             | Temporada         | Jogos               | Gols                | Jogos         | Gols          | Jogos                     | Gols                      | Jogos               | Gols                | Jogos            | Gols             | Jogos | Gols  |
| ----------------- | ----------------- | ------------------- | ------------------- | ------------- | ------------- | ------------------------- | ------------------------- | ------------------- | ------------------- | ---------------- | ---------------- | ----- | ----- |
| São Paulo         | 2013              | 4                   | 0                   | 0             | 0             | 0                         | 0                         | 0                   | 0                   | 0                | 0                | 4     | 0     |
| São Paulo         | Total             | 4                   | 0                   | 0             | 0             | 0                         | 0                         | 0                   | 0                   | 0                | 0                | 4     | 0     |
| Goiás             | 2013              | 16                  | 3                   | 4             | 1             | -                         | -                         | -                   | -                   | -                | -                | 20    | 4     |
| Goiás             | Total             | 16                  | 3                   | 4             | 1             | 0                         | 0                         | 0                   | 0                   | 0                | 0                | 20    | 4     |
| Coritiba          | 2014              | 6                   | 0                   | 3             | 1             | -                         | -                         | 5                   | 0                   | 0                | 0                | 14    | 1     |
| Coritiba          | Total             | 6                   | 0                   | 3             | 1             | 0                         | 0                         | 5                   | 0                   | 0                | 0                | 14    | 1     |
| Ponte Preta       | 2014              | 22                  | 4                   | -             | -             | -                         | -                         | -                   | -                   | -                | -                | 22    | 4     |
| Ponte Preta       | 2015              | 8                   | 0                   | 4             | 0             | -                         | -                         | 14                  | 2                   | -                | -                | 26    | 2     |
| Ponte Preta       | Total             | 30                  | 4                   | 4             | 0             | -                         | -                         | 14                  | 2                   | -                | -                | 48    | 6     |
| Paysandu          | 2015              | 11                  | 0                   | -             | -             | -                         | -                         | -                   | -                   | -                | -                | 11    | 0     |
| Paysandu          | Total             | 11                  | 0                   | -             | -             | -                         | -                         | -                   | -                   | -                | -                | 11    | 0     |
| Ceará             | 2016              | 3                   | 1                   | 2             | 0             | -                         | -                         | 6                   | 0                   | -                | -                | 11    | 1     |
| Ceará             | Total             | 3                   | 1                   | 2             | 0             | -                         | -                         | 6                   | 0                   | -                | -                | 11    | 1     |
| Adanaspor         | 2016–17           | 29                  | 7                   | 0             | 0             | -                         | -                         | -                   | -                   | -                | -                | 29    | 7     |
| Adanaspor         | Total             | 29                  | 7                   | 0             | 0             | -                         | -                         | -                   | -                   | -                | -                | 29    | 7     |
| Belenenses        | 2017–18           | 0                   | 0                   | 0             | 0             | -                         | -                         | -                   | -                   | -                | -                | 0     | 0     |
| Belenenses        | Total             | 0                   | 0                   | 0             | 0             | -                         | -                         | -                   | -                   | -                | -                | 0     | 0     |
| Total na Carreira | Total na Carreira | 99                  | 15                  | 13            | 2             | 0                         | 0                         | 25                  | 2                   | 0                | 0                | 137   | 19    |

¹Em competições continentais, incluindo jogos e gols da Copa Libertadores.

²Em outros, incluindo jogos e gols em amistosos, Copa Audi e Copa Suruga Bank.

## Títulos
Mogi Mirim
- Campeão Paulista do Interior: 2012

São Paulo
- Eusébio Cup: 2013

### Prêmios Individuais
Mogi Mirim
- Craque do Interior: 2013